# Crambus damotellus
Crambus damotellus là một loài bướm đêm trong họ Crambidae.